# Mikrofluidsegmenttechnik
Die Mikrofluidsegmenttechnik gehört zu den Methoden der tropfenbasierten Mikrofluidik, bei denen viele Einzeltropfen durch eine inerte Trägerflüssigkeit voneinander separiert sind und dadurch wie individuelle kleine Reaktoren genutzt werden können. In den meisten Fällen werden die Fluidsegmente durch eine wässrige Phase gebildet, während eine mit Wasser nicht mischbare Flüssigkeit wie z. B. Öle oder flüssige Perfluoralkane die Trägerphase bilden. Die Fluidsegmente entstehen durch das Einleiten der wässrigen Phase in die Trägerphase, wenn diese durch eine Kapillare oder einen Mikrokanal geleitet wird. Durch das Zusammenführen der beiden nicht miteinander mischbaren Flüssigkeiten wird die Flüssigkeitssäule segmentiert. Die dabei gebildeten einzelnen Tropfenvolumina sind vom Kanaldurchmesser abhängig und liegen typischerweise im Nanoliter- oder oberen Pikoliterbereich.
Im Unterschied zu anderen mikrofluidischen Verfahren werden in der Mikrofluidsegmenttechnik die Tropfen geordnet geführt, so dass sie über den gesamten Prozessverlauf ihre anfangs erhaltene Reihenfolge beibehalten. Auf diese Weise bleiben Anfangsinformationen wie z. B. Startkonzentrationen und damit die Individualität und Adressierbarkeit der einzelnen Tropfen erhalten. Deshalb ist die Mikrofluidsegmenttechnik besonders für Mess- und Experimentreihen geeignet, bei denen individuelle Proben prozessiert werden oder in denen Konzentrationsreihen oder zwei- und mehrdimensionale Konzentrationsräume untersucht werden.

## Pfropfenströmung und enge Verweilzeitverteilung
Da die Grenzflächenspannung zwischen den Fluidsegmenten und der Trägerphase die Stabilität und eine hohe Integrität der Segmente bewirkt, werden diese als Pfropfen transportiert. Die Folge ist eine praktisch konstante Verweilzeit, d. h. eine  ideal enge Verweilzeitverteilung, was insbesondere bei thermischer Aktivierung, Kühlung und Bestrahlung für eine sehr hohe Homogenität und Reproduzierbarkeit in der Prozessführung sorgt. Eine solche Prozesshomogenität ist insbesondere für zeitkritische Prozesse, z. B. in der Nukleationsphase bei der Herstellung von Mikro- und Nanopartikeln von großer Bedeutung.

## Schnelles Mischen
Durch das Zusammenführen von zwei oder mehreren Flüssigkeitsströmen der eingebetteten Phase können Fluide gemischt werden. Der Mischvorgang wird durch die Vorwärtsbewegung des Segments stark befördert, da sich bei dieser Bewegung rasch zirkuläre Strömungen im Mikrokanal bzw. der Kapillare aufbauen. Durch diese intensive lokale Konvektion wird eine viel schnellere Durchmischung als in homogenen Fluiden erreicht, in denen auf Grund der laminaren Strömung nur eine diffusive Durchmischung möglich ist.

## Flussratengesteuerte Konzentrationsprogramme
Durch die Einstellung bestimmter Verhältnisse der Volumenflussraten von zwei bei der Segmenterzeugung zu mischenden Fluiden können bequem unterschiedliche Konzentrationsverhältnisse eingestellt werden. Durch eine automatische Variation der Flussratenverhältnisse werden  automatisch Konzentrationsprogramme in einer Sequenz von Mikrofluidsegmenten erzeugt. Auf Grund der periodischen Segmentbildung wirkt ein Digitalisierungsprinzip: Auch bei kontinuierlich variierten Flussraten resultiert eine abgestufte Variation der Konzentrationen in der Mikrofluidsegment-Sequenz. Die Abstufungen können dabei sehr fein sein, so dass hochaufgelöste Konzentrationsreihen generiert werden können. Das Verfahren ist auch für die Erzeugung von zwei- und mehrdimensionalen Konzentrationsräumen anwendbar, wenn eine entsprechende Anzahl von mischbaren Fluiden dem Segmentgenerator zugeführt wird. Das Prinzip der automatischen Konzentrationsabstufung durch programmgesteuerte Flussraten wird z. B. bei der Synthese von Nanopartikeln und in der Mikrotoxikologie angewendet.